# Carlo Livizzani Forni
Carlo Livizzani Forni (Modena, 1 de novembro de 1722 - Roma, 1º de julho de 1802) foi um cardeal do século XVIII e XIX

## Nascimento
Nasceu em Modena em 1 de novembro de 1722. Quarto dos cinco filhos do Marquês Ippolito Livizzani e da Condessa Teresa Forni. Os outros irmãos eram Agostino (jesuíta); Giovanni; Paulo Camilo; e Gaspar. Sobrinho do cardeal Giuseppe Livizzani (1753).

## Educação
Chamado a Roma pelo tio, estudou no Collegio Nazareno .

## Início da vida
Proferiu um sermão sobre a Ressurreição na capela papal perante o Papa Bento XIV, 4 de abril de 1741. Proferiu um sermão sobre a Ascensão na capela papal perante o Papa Bento XIV, 14 de maio de 1746. Cônego da basílica patriarcal da Libéria. Chamberlain of honor di abito paonazzo . Ablegato a Lisboa para entregar o barrete vermelho ao novo Cardeal José Manuel da Câmara, 1747. Prelado referendário, 11 de Janeiro de 1753. Relator da SC do Bom Governo. Eleitor do Supremo Tribunal da Assinatura Apostólica da Graça. Clérigo da Câmara Apostólica, 1766. Presidente de Urbino e protonotário supranumerário apostólico, 1778.

## Cardinalado
Criado cardeal diácono no consistório de 14 de fevereiro de 1785; o mensageiro Andrea Novi trouxe a notícia de sua promoção a seus parentes em Modena; recebeu o chapéu vermelho em 17 de fevereiro de 1785; e a diaconia de S. Adriano, 11 de abril de 1785. Atribuído à SS. CC. do Santo Ofício, Conselho, Bispos e Regulares, Propaganda Fide, Bom Governo, Disciplina dos Religiosos, Ritos e Consistorial. Protetor do Reino da Irlanda; do Irish College, Roma; da Congregação Reformadora de S. Bernardo; de S. Matteo em Merulana; da Venerável Arquiconfraria da SS. Corpo di Cristo em Ascoli, Marca; da Universidade e Confraria de degli Scarpellini ; e do mosteiro capuchinho em Monte Castrilli. Prefeitodelle Acque, Palude Pontine e .Chiane .Prefeito de Economia do Collegio e Seminario Romano .

## Ordens sagradas
Recebeu o diaconato, em 14 de maio de 1785. Protetor da Ordem de Cister, em 3 de fevereiro de 1789. Optou pela ordem dos cardeais presbíteros e pelo título de S. Silvestro in Capite, em 21 de fevereiro de 1794.

## Sacerdócio
Foi ordenado domingo, 13 de abril de 1794, pelo cardeal Ludovico Valenti, na capela doméstica do palácio do bispo ordenante. Ele foi ordenado a retornar a Modena pelos franceses quando ocuparam Roma em 1798; permaneceu naquela cidade até a morte do Papa Pio VI em 1799, quando foi a Veneza para o conclave para eleger o sucessor. Participou do conclave de 1799-1800 , que elegeu o Papa Pio VII. Retornou a Roma em 1800 e recebeu o novo papa na cidade.

## Morte
Morreu em Roma em 1º de julho de 1802, de uma infecção no peito, após receber os sacramentos e a bênção apostólica. Exposto e enterrado em seu título, onde ocorreu o funeral com a participação do Papa Pio VII, que concedeu a absolvição final. O cardeal Giuseppe Firrao celebrou a missa de réquiem. Em seu testamento, ele nomeou o SC para a Propagação da Fé e seus parentes como seus beneficiários.